# Barysaŭ
Barysaŭ (bělorusky Бары́саў, rusky Бори́сов, česky Borisov) je město v Minské oblasti v Bělorusku. Žije zde přibližně 136 tisíc obyvatel.

## Partnerská města
- Kapan, Arménie
- Narva, Estonsko
- Podolsk, Rusko[3]